# Ictinogomphus fraseri
Ictinogomphus fraseri är en trollsländeart som beskrevs av Douglas E. Kimmins 1958. Ictinogomphus fraseri ingår i släktet Ictinogomphus och familjen flodtrollsländor. IUCN kategoriserar arten globalt som livskraftig. Inga underarter finns listade i Catalogue of Life.